# Большое блокадное кольцо
Большое блокадное кольцо — комплекс мемориалов, посвящённых блокаде Ленинграда. Входит в состав Зелёного пояса Славы.
Комплекс был спроектирован и построен в рамках разработки единого комплекса мемориалов, которые входят в Зелёный пояс Славы.
Основные работы по созданию мемориалов, входящих в комплекс Большого блокадного кольца, были начаты в 1967 году. Большая часть входящих в него мемориалов была завершена к 1975 году, когда праздновался тридцатилетний юбилей Победы в Великой Отечественной войне.
Большое блокадное кольцо проходит по следующему маршруту: южный берег Финского залива в районе Лигово — Пулковские высоты — северная часть города Пушкин — юг города Колпино — город Кировск — правый берег Невы — западный берег Ладожского озера — деревни Верхние и Нижние Никулясы — посёлок Васкелово — река Сестра — северный берег Финского залива.

## Список входящих мемориалов
В состав Большого блокадного кольца входят следующие мемориалы на территории Санкт-Петербурга и Ленинградской области.

### «Кировский вал»
Находится мемориал «Кировский вал» в Санкт-Петербурге, включает в себя памятник «Танк-победитель», памятные стелы и дот.
Мемориальный комплекс «Кировский вал» был заложен ещё до возникновения концепта Зелёного пояса Славы и является одним из старейших входящих в него мемориалов. Первые стелы этого мемориала были заложены в 1944 и 1946 годах.

### «Пулковский рубеж»
Мемориал «Пулковский рубеж» расположен в Санкт-Петербурге, на Пулковских высотах.
В 2010-х годах планировалось застроить жилыми домами часть территории Пулковских высот, в том числе и часть территории мемориала. После обращения граждан в 2018 году было принято решение о сокращении территорий, выделенных под строительство, в результате чего территория мемориала не была затронута.

### «Ополченцы»
Мемориал «Ополченцы» расположен в городе Пушкин.
Представляет собой стелу с изображением барельефа защитников Ленинграда и с мемориальной надписью на ней. Рядом расположены противотанковые надолбы и установлены артиллерийские орудия.

### «Непокорённые»
Мемориал «Непокорённые» расположен в городе Пушкин на 6-м километре Колпинского шоссе.

### «Штурм»
Мемориал «Штурм» располагается в Тосненском районе Ленинградской области, в посёлке Ям-Ижора на 29-м километре Московского шоссе.
Представляет собой памятный обелиск, установленный на месте, где было остановлено наступление немецкой армии на Ленинград по этому направлению.

### «Ижорский таран»
Мемориал «Ижорский таран» находится в центре города Колпино (Ленинградская область", посвящён рабочим города Колпино, работавшим на Ижорском заводе и принимавшим участие в обороне Ленинграда.

### «Невский порог»
Мемориал «Невский порог» находится в городе Отрадное (Ленинградская область). Размещён на месте заложенного в 1944 году обелиска участникам Усть-Тосненского десанта.

### «Невский пятачок»
Мемориал «Невский пятачок» включает в себя целый комплекс отдельных памятников. Центральным из них является «Рубежный камень». Помимо него, в «Невский пятачок» входят Аллея памяти, памятник «Призрачная деревня», братские могилы советских воинов в городе Кировск, стела памяти малолетних  узников фашизма, обелиск воинам Ленинградского фронта и морякам Краснознамённого Балтийского флота, памятный знак в Кировске, часовня святого великомученика Георгия Победоносца, а также памятники пушка ЗИС-3 и танк Т-34.

### «Прорыв»
Мемориал «Прорыв» находится в Кировском районе Ленинградской области, недалеко от деревни Синявино. Включает в себя танк-памятник Т-34 около Ладожского моста, обелиск в самом посёлке Синявино и диораму «Прорыв блокады Ленинграда».

### «Безымянная высота»
Мемориал «Безымянная высота» находится во Всеволожском районе Ленинградской области на правом берегу Невы около Ивановских порогов.
Имеет также другое название — Холм славы.

### «Лемболовская твердыня»
Мемориал «Лемболовская твердыня» находится в деревне Керро Куйвозовского сельского поселения Всеволожского районе Ленинградской области. Мемориал расположен на месте, где было остановлено наступление финских войск.

### «Сад мира»
Мемориал «Сад мира» расположен на 38-м километре Выборгского шоссе во Всеволоском районе Ленинградской области. Вопреки названию, представляет собой стелу из гранитных блоков и расположенные рядом танковые надолбы. Монумент расположен в лесо-парковом массиве.

### «Сестра»
Монумент «Сестра» расположен в устье реки Сестры близ города Сестрорецка на 38-м километре Приморского шоссе.